# Yvonne Dold-Samplonius

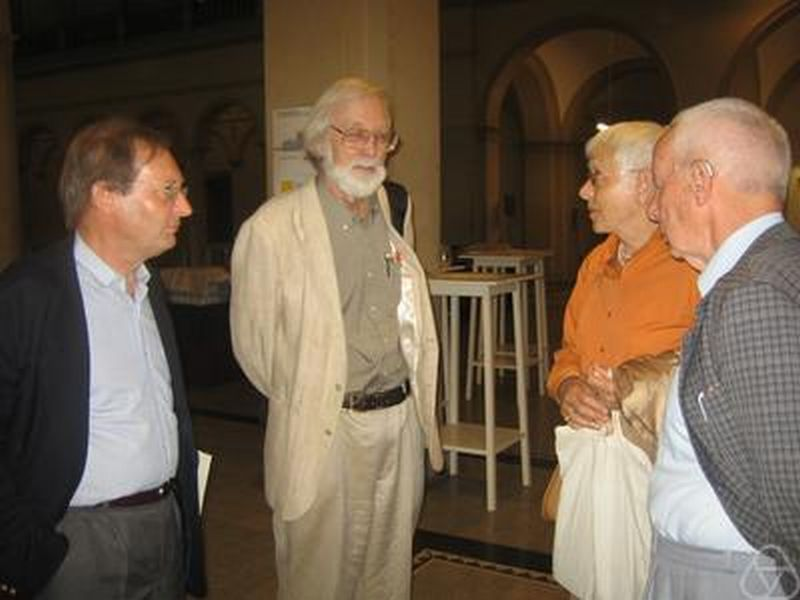
Yvonne Dold-Samplonius (segunda a partir da direita) com Albrecht Dold (direita), John Milnor, Günther Frei (esquerda), Zurique 2007

Yvonne Dold-Samplonius (Haarlem, 20 de maio de 1937 – Heidelberg, 16 de junho de 2014) foi uma historiadora da matemática neerlandesa, que estudou principalmente a matemática islamita da Idade Média.
Yvonne Dold-Samplonius foi casada desde 1965 com Albrecht Dold (1928–2011).

## Publicações
- Yvonne Dold-Samplonius, Dissertation: Book of Assumptions by Aqatun (Kitab al-Mafrudat li-Aqatun), Amsterdam 1977.
- Yvonne Dold-Samplonius : Practical Arabic Mathematics: Measuring the Muqarnas by al-Kashi, Centaurus 35, 193–242, (1992/3).
- Yvonne Dold-Samplonius : How al-Kashi Measures the Muqarnas: A Second Look, M. Folkerts (Ed.), Mathematische Probleme im Mittelalter: Der lateinische und arabische Sprachbereich, Wolfenbütteler Mittelalter-Studien Vol. 10, 56 – 90, Wiesbaden, (1996).
- Yvonne Dold-Samplonius : Calculation of Arches and Domes in 15th Century Samarkand, Nexus Network Journal, Vol. 2(3), (2000).
- Yvonne Dold-Samplonius : Calculating Surface Areas and Volumes in Islamic Architecture, The Enterprise of Science in Islam, New Perspectives, Eds. Jan P. Hogendijk et Abdelhamid I. Sabra, MIT Press, Cambridge Mass. pp. 235–265, (2003).
- Yvonne Dold-Samplonius, Silvia L. Harmsen : The Muqarnas Plate Found at Takht-i Sulaiman, A New Interpretation, Muqarnas Vol. 22, Leiden, pp. 85–94, (2005).